# Hôtel des postes de Caen
L’hôtel des Postes de Caen ou bureau de poste Gambetta est un bureau de poste situé à Caen. Il est réalisé par l'architecte Pierre Chirol. Il est inauguré le 10 juillet 1932 par le président Albert Lebrun. La toiture et les façades sont inscrites aux monuments historiques depuis août 2010.

## Histoire

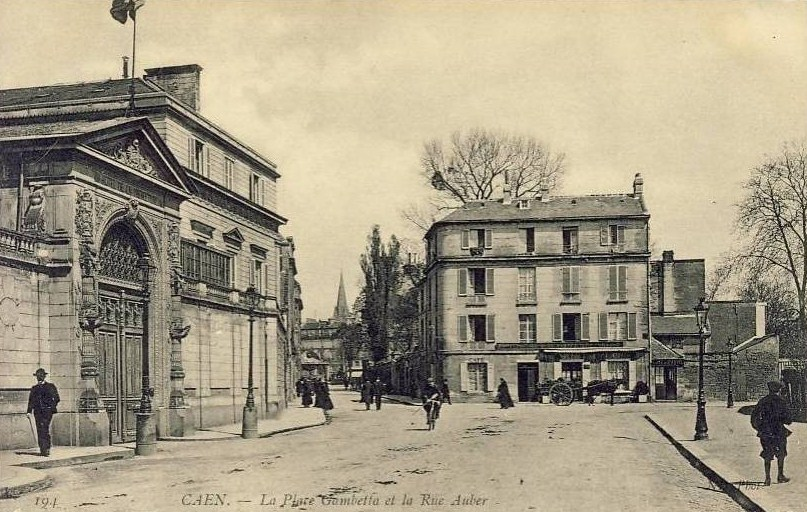
Le site avant la construction de l’hôtel des postes

Le bureau des postes, installé depuis le 25 janvier 1826 dans l'hôtel de ville du côté de la rue Jean-Eudes, est peu commode et trop exigu. Dès le début du XXe siècle, les autorités envisagent de le reconstruire,. Le 23 décembre 1908, une commission est nommée afin d'étudier la possibilité d'agrandir le bâtiment en direction de la rue Saint-Laurent. Le rapport qui en découle est rejeté en 1909 et la construction d'un nouvel hôtel est acté. Trois emplacements sont proposés :
- à l'angle de la rue Auber et du boulevard du théâtre, dit immeuble Fauvel ;
- à l'angle de la rue Saint-Pierre et de la rue de la Fontaine, dit immeuble Lesueur ;
- emplacement du pensionnat de la rue de l'Hôtel-de-Ville (actuelle rue Jean-Eudes) de Mlle Guillaume.

La commission privilégie le dernier emplacement, malgré le fait que ce projet nécessite la couverture du Petit-Odon et entraîne la disparition de l’école municipale de filles de la place dela République.
En 1910, l'État fait savoir d'emblée qu'il prend en charge la construction du bâtiment et que la ville a juste à fournir le terrain,. La première proposition est rejetée le 14 mai 1913 par le ministre du commerce.
Un nouveau projet échoue en 1924 car la mairie n'était pas satisfaite de l'emplacement (au 214, rue Saint-Jean), acquis en 1921 par l'administration des Postes. L'administration fait une nouvelle proposition en se basant sur les emplacements de 1909 et c'est celui compris entre la rue Auber, le boulevard du théâtre et la place Gambetta qui est retenu. Le conseil municipal accepte ce terrain le 29 décembre 1924.
En 1925, la ville signe une convention avec la Poste et approuve la construction du bâtiment le 27 février 1926. La municipalité choisit un site au cœur du quartier administratif sur la place Gambetta entre l'hôtel de la préfecture, l'hôtel de ville à la place d'immeubles d'habitation. Constitué de trois ailes en U organisées autour d'une cour s'ouvrant sur une nouvelle rue percée entre la place de la République et le boulevard du Théâtre (rue Lebret), le nouveau bâtiment occupe tout l'îlot. Le projet définitif est adopté par le conseil municipal le 31 mai 1928.
Les premiers travaux débutent en décembre 1929. L'adjudication des travaux annexes du bâtiment (couverture, plomberie, menuiserie, serrurerie) est réalisée le 4 avril 1930.
Les travaux entraînent la mort d'au moins un ouvrier, un peintre au mois de mai 1932. D'autres incidents ont lieu durant la construction.
Le bâtiment est inauguré lors du passage du président Albert Lebrun dans la région de Caen le dimanche 10 juillet 1932 à en 16h. L'inauguration avait été prévue avec Paul Doumer mais son décès au mois de mai 1932 fait que c'est son successeur qui inaugure. Après avoir séjourné à l'hôtel de la préfecture, le président Lebrun traverse la place Gambetta pour se rendre à la nouvelle poste. Il y coupe un ruban tricolore puis visite la salle du public où le personnel des PTT est rassemblé.
Pendant l'Occupation, le bâtiment qui abritait à l'étage le central téléphonique, qui était un équipement stratégique, fut recouvert d'une peinture de camouflage. Pendant la bataille de Caen, deux bombes tombent toutefois dans la cour, ébranlant le bâtiment ; l'aile droite sur le boulevard des Alliés est fortement endommagée. L'angle entre les rues Lebret et Auber est également détruit par une bombe. Le réseau de la résistance PTT refait fonctionner le central téléphonique de l'hôtel en août 1944.
Le bâtiment est restauré et agrandi par l'ajout d'une quatrième aile qui vient fermer la cour sur la rue Lebret. Les travaux sont menés sous la direction de Pierre Chirol en respectant le décor original. Ils se terminent en 1953.
En mars 2021, les deux tiers environ de la poste sont vendus à la société Normand’Invest afin d'y aménager une trentaine d’appartements haut de gamme. La commercialisation du deuxième étage est programmée en septembre pour des premières livraisons début 2022.

## Utilisation
En 1991, lors de la partition des PTT, le bâtiment est devenu la propriété de France Télécom. La Poste est désormais locataire du rez-de-chaussée où se trouve un service de Poste ainsi qu'une agence de la Banque postale.
L'hôtel est aussi le siège d'un central téléphonique.

## Architecture
Le bureau occupe un quadrilatère irrégulier: 55 mètres sur la rue Auber, 40 mètres sur le boulevard Maréchal-Leclerc et 35 mètres sur la place Gambetta.
Le bureau de Caen est construit sur le modèle de bureaux de poste créé par Julien Guadet lors de la construction de la poste centrale du Louvre : organisation autour d'une cour centrale, séparation des fonctions dans chaque aile du bâtiment, structure bâtie selon des techniques constructives industrielles (béton armé), mais façades de style en pierre de taille (pierre de Caen). 
En 1993, le bâtiment a été profondément rénové et les espaces intérieurs ont été totalement reconstruits. Par conséquent, seules les façades et toitures du bâtiment sont concernées par l'arrêté d'inscription du 10 août 2010.